# Jill (televisieprogramma)
Jill is een Nederlands televisieprogramma dat door AVROTROS wordt uitgezonden op NPO 3. De presentatie is in handen van Jill Schirnhofer, aan wie het programma ook de titel ontleent.

## Het programma
In dit programma geeft presentatrice Jill Schirnhofer creatieve tips aan de kijker op het gebied van tekenen en knutselen, mode en koken. Hiertoe zijn er in de als een woonkamer ingerichte studio, waar het programma wordt opgenomen, onder andere een werktafel, een beautyhoek en een keuken. Bij het programma hoort een website waar de kijkers hun creaties heen kunnen sturen. Het programma 'Jill' is voor kinderen van ongeveer acht tot twaalf jaar.
Het programma werd in 2023 afgesloten met een viertal best of-afleveringen, waarna de uitzendingen in herhaling gingen. Er zijn zeventien seizoenen van het programma geproduceerd.